# Nomada flavozonata
Nomada flavozonata är en biart som beskrevs av Nurse 1902. Nomada flavozonata ingår i släktet gökbin, och familjen långtungebin. Inga underarter finns listade i Catalogue of Life.